# Телініт

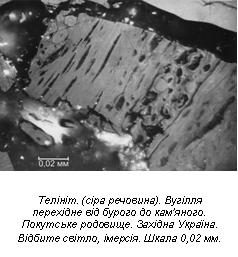
.

Телініт (рос. телинит, англ. telinite, нім. Telinit m) — мацерал вітринітової групи, підгрупа теловітриніту, що складається з ясно розпізнаваних стінок клітин рослинної тканини, що збереглася.

## Загальний опис
Поняття введене у 1933 р. Йонгмансом (Jongmans) і Купмансом (Koopmans) і прийняте в 1935 р. Геерленським Конгресом для опису шарів вітриніту з виразною клітинною структурою. У 1957 р. Міжнародний комітет з петрології вугілля і органічної речовини (МКПВОР) ухвалив рішення про введення терміну «телініт» тільки для позначення стінок клітин вугілля з розпізнаваними рослинними тканинами.
Походження слова: tela (лат.) — тканина. Син.: ксилен, текстиніт (буре вугілля); ульмініт (буре вугілля).

## Походження
Телініт є похідним клітинних стінок паренхіматозних і деревних волокон коріння і стебел, що складаються з целюлози і лігніну, і утворюється як від трав'яних, так і деревовидних рослин. Геохімічна геліфікація (вітринітизація) торкнулася, головним чином, власне клітинних стінок. Попередниками телініту у вугіллі низьких стадій вуглефікації є текстиніт і ульмініт.
По мірі збільшення ступеня вуглефікації телініт все важче відрізнити від інших вітринітових мацералів внаслідок збіжності їх оптичних властивостей. Телініт, розпізнаваний травленням, називають криптотелінітом.
Водночас матеріал клітинних стінок тканин грибів не належить до телініту, якою б не була його відбивна здатність.

## Фізичні властивості
Розмір, форма і відкритість порожнини клітин змінюються в залежності від початкового рослинного матеріалу і спрямованості ділянки. Форма клітин може бути субсферичною або овальною, часто деформованою. Клітинні стінки завжди геліфіковані, внаслідок чого внутрішня структура проглядається рідко на відміну від мацералів-попередників — текстиніту і ульмініту молодого вугілля. Порожнини клітин іноді пусті, але звичайно закриті клітинними стінками, що розрослися. Вони можуть бути заповнені іншими мацералами або мінералами. Найчастішими включеннями є корпогелініт, резиніт і мікриніт, глинисті мінерали і карбонати. Чим більше відбивна здатність клітинного заповнення відрізняється від відбивної здатності клітинних стінок, тим більш виразною є клітинна структура.
Колір телініту близький до вітриніту.
Відбивна здатність телініту часто відрізняється від відбивної здатності клітинного наповнення. Наповнення з геловітриніту звичайно має більш високу відбивну здатність, ніж попутний телініт. Наповнення з меншою відбивною здатністю належать резиніту (ліптиніту група).
Флуоресценція загалом, подібна або менше, ніж у попутного колотелініту.
Твердість шліфування. Телініт відносно м'який. У шліфованих блоках він не виявляє ослаблення, але може бути твердішим, ніж відповідний корпогелініт

## Хімічні властивості
Елементний склад і склад ароматичних сполук залежить від ступеня вуглефікації. Про хімічний склад чистого телініту відомостей мало. Див. також колотелініт.
Залягання. Телініт залягає в бітумінозному вугіллі з високим вмістом летких речовин. Запаси телініту менші ніж колотелініту. У зрілому вугіллі телініт помітний тільки в тих місцях, де порожнини клітин заповнилися мінеральною речовиною. З цієї ж причини телініт присутній в осадових породах будь-якої категорії. Телініт є частиною керогену типу III.
Практична значущість телініту аналогічна колотелініту.